# Юрий Зуев
Юрий Алексеевич Зуев (8 декември 1932 – 5 декември 2006) е казахстански синолог и тюрколог от руски произход.

## Биография
Роден е в Тюмен, в семейство на служители. Изучава ориенталистика в Ленинградския държавен университет, научава класически китайски език, среднокитайски и съвременен мандарин.
През 1955 г. получава диплома за висше образование и е изпратен да работи в Института по история, археология и етнография на Академията на науките на Казахската ССР. Получава научна степен през 1967 г. В дисертацията си на тема „Древно-тюркските генеалогични легенди като източник на ранната история на тюркските народи“ са направени редица нови открития в социалната и политическата история на тюрките, предлага обяснение на произхода на името на племето ашина, проследява историческото минало на тюркските племена в китайските генеалогични легенди, предлага хипотеза за етническия триумвират ашина-ашиде-басмили.
Зуев е съавтор на основни книги, посветени на съветската история като „Исторически атлас на народите на СССР“, „Исторически атлас на казахска ССР“ и 5 тома „История на Казахска ССР от древността до наши дни“. Основните му работи включват анализ на политическата история на Казахстан и Централна Азия (III век пр.н.е. до III век н.е.), историята на древни и средновековни периоди, етническия състав и движението на племената в Западния тюркски хаганат, ранна монголска история (X-XII век). Пише за генезиса, етническия състав и политическата история на тюргешите.
След разпадането на СССР публикува поредица от произведения на античната и средновековна история на номадските народи от Централна Азия и Казахстан. Някои от тях са „Сармато-аланите от Приаралието“ (1995), „Древнотюркска социална терминология в китайските текстове от VIII век“ (1998), „Създаване на тюргешкия хаганат: история и традиции“ (1996), „Форми на етно-социална организация на централно-азиатските номади в античността и средните векове: сравнително-топологичен анализ“ (1998), „Кипчакският урбе-хан в епоса и историята“ (2001), „Манихейство и Талас (интерпретация на древнотюркската епиграфика)“ (2002) и др.
70-годишнината на учения през 2002 г. съвпада с публикуването на работата на живота му – монографията „Ранните тюрки: есета за историята и идеологията“, следвана от „Най-силното племе“ (2004), „Хаганат Сюейентуо и кимаците (централно-азиатска етногеография на тюрките в средата на 7 век)“ (2004).
Неговите публикации включват около 40 значими произведения.

## Избрани работи
- Question on mutual relations of Usuns and Kanju with Huns and China in the second half of the 1st century B.C. (Campaign of Hun Shanyu Chzhichzhi to the West) // News of Kazakh Academy of Sciences, Series of History, Economy, Philosophy and Law, Issue 2 (5), Alma-Ata, 1957, p. 62 – 72
- Question of ancient Usuns language // Bulletin of Kazakh Academy of Sciences, No 5 (146), 1957, p. 61 – 74.
- The term „kyrkun“ (Question of Kyrgyzes' ethnic origin in Chinese sources) // Works of History Institute of Kirgiz SSR Academy of Sciences, Issue IV, Frunze, 1958, p. 169 – 175
- The Kirgiz inscription from Sudja. // the Soviet Oriental Studies, № 3, 1958. p. 133 – 135.
- Horse Tamgas from Vassal Princedoms, (Translation of the Chinese composition of VIII – X centuries Tanhuyyao) // Works of History, Archeology and Ethnography Institute, 1960, Vol. VIII, p. 93 – 140
- Chinese news about Suyab // News Kazakh Academy of Sciences. Series of History, archeology and ethnography, Alma-Ata, 1960. Issue 3 (14). pp. 87 – 96.
- Ethnic history of Usuns. // Works of Institute of History, archeology and ethnography Kazakh Academy of Sciences. Vol. VIII. Alma–Ata, 1960. pp. 5 – 25.
- From Ancient Türkic etnonymy in Chinese sources // Works of Institute of History, Archeology and Ethnography of Kazakh Academy of Sciences. Vol. XV. Alma-Ata, 1962. pp. 104 – 122.
- Ancient Türkic genealogic legends as a source on early history of Türks. (Author's abstract of PhD dissertation), Alma-Ata, 1967
- Semantics of ethnonym Imur/Imir // News of Turkmen SSR Academy of Sciences, Issue 4, Ashkhabad, 1968, pp. 95 – 96
- Kirgiz – Buruts // Soviet Ethnography. No 4, М., 1970.
- Rashid ad-din „Djami at-Tavarih“ as a source on early history of Djalairs //Eastern Written monuments, М., 1972. pp. 178 – 185
- Yuechji and Kushans in Chinese sources // Central Asia in Kushan epoch, Vol. 1, 1974.
- Political history of Huns, Usuns and Kangyui (Kangar) / History of Kazakh SSR, Alma–Ata, 1977, Vol. 1, pp. 284 – 293.
- Western Türkic Kaganate / History of Kazakh SSR, Alma-Ata, 1977, Vol. 1, pp. 321 – 336.
- Invasion of Kidans / History of Kazakh SSR, Alma-Ata, 1979, Vol. 2, pp. 33 – 37.
- Karahytai in Jeti-su / History of Kazakh SSR, Alma-Ata, 1979, Vol. 2. pp. 38 – 43.
- Ethnocultural connections of early Kimeks // News of Kazakhstan Republic Academy of Sciences, Almaty, 1992, No 5, pp. 26 – 38.
- Sarmato-Alans of Aral (Yancai\Abzoya) // Culture of nomads at boundary of centuries (ХIХ-ХХ, ХХ-ХХI centuries): problems of genesis and transformation. (Materials of the International conference), Almaty, 1995. pp. 38 – 68.
- Creation of Türgesh Kaganate: History and tradition // Evolution of Kazakhstan statehood. Almaty, 1996. pp. 30 – 34.
- Semantics of the term „Karluk“ // Evolution of Kazakhstan statehood, Almaty, 1996, pp. 35 – 39.
- Ancient Türkic social terminology in Chinese text of VIII century // Questions of Kazakhstan archeology, Almaty-Moscow, 1998, Issue 2, pp. 153 – 161.
- Forms of ethno-social organization of nomadic peoples in Central Asia in antiquity and Middle Ages: pied horde, centuria (comparative – typological study) // Military art of nomads of Central Asia and Kazakhstan (Antiquity Epoch and Middle Ages), Almaty, 1998, pp. 49 – 100.
- Kypchak Urbe-khan in epos and history // Ancient Türkic civilization: monuments of writing. Almaty, 2001, pp. 419 – 430.
- Early Türks: Essays on History and Ideology, Almaty, 2002,
- A Strongest Tribe. Historical and cultural interrelations of Iran and Dasht-i Kipchak, Almaty, 2004, pp. 31 – 68.
- Seyanto Kaganate and Kimeks (Türkic etnogeography. Central Asia in the middle of the VII century) // Shygys, No 1, pp. 11 – 22, No 2, pp. 3 – 26, 2004

## Цитирани източници
- Shukhovtsov V.K., Torlanbaeva K.U., „Scholar Yu.A. Zuev“, Tugan ulke (Native land), Almaty, 2005, No 4 // Шуховцов В.К., Торланбаева К.У. „Ученый Ю.А. Зуев“, Туган ульке (Родной край), Алматы, 2005, No 4 (In Russian)
- Torlanbaeva K.U., „In glorious memory of the teacher“, Shygys – East, 2006, No 1 // Торланбаева К.У. Светлой памяти учителя // Shygys – Восток, 1, 2006 (In Russian)
- Shymyrbaeva G. „In memory of the scientist“, News of al-Farabi Kazakh National University, Philological series, Almaty, 2006, No 1 (91) // Шымырбаева Г. Памяти ученого // Вестник Казахского Национального университета им. аль-Фараби. Серия филологическая. Алматы, 2006, 1 (91) 2006 (In Russian)
- „Chingiz-name. Utemish-hoji.“ Facsimile, translation, transcription, textological notes, V.P.Udin research, Almaty, 1992, ISBN 5-628-01309-9 // „Чингиз-наме. Утемиш-ходжи.“ Факсимиле, перевод, транскрипция, текстологические примечания, исследования В.П. Юдина. Алма-Ата, 1992 ISBN 5-628-01309-9 (In Russian)

|  | Тази страница частично или изцяло представлява превод на страницата „Зуев, Юрий Алексеевич“ и страницата Yury Zuev в Уикипедия на руски и английски език. Оригиналните текстове, както и този превод, са защитени от Лиценза „Криейтив Комънс – Признание – Споделяне на споделеното“, а за творби, създадени преди юни 2009 година – от Лиценза за свободна документация на ГНУ. Прегледайте историята на редакциите на оригиналните страници тук и тук, за да видите списъка на техните съавтори. ВАЖНО: Този шаблон се отнася единствено до авторските права върху съдържанието на статията. Добавянето му не отменя изискването да се посочват конкретни източници на твърденията, които да бъдат благонадеждни. |